# Bierawka
Bierawka, Birawka, dawniej również Birowa – rzeka w południowej Polsce, prawy dopływ Odry o długości 55,5 km i powierzchni dorzecza 394 km². Uchodzi do Odry w jej 82,3 km w pobliżu wsi Bierawa.
Rzeka bierze swój początek w Orzeszu przy ulicy Żwirki i Wigury, w okolicy huty szkła,  na wysokości 310 m n.p.m., płynie w kierunku północnego zachodu m.in. przez Czerwionkę-Leszczyny i Knurów. W swoim dalszym biegu przepływa przez duże obszary leśne pomiędzy Koźlem, Gliwicami, Rybnikiem i Raciborzem, gdzie jej siła wody była wykorzystywana od XVIII wieku w kuźniach.
W pisowni polskiej nazwa rzeki występowała jako Birawka lub Bierawa. Według językoznawcy Henryka Borka jest nazwą przedsłowiańską, zawierającą stary indoeuropejski temat bher- 'płynąć, ciec', który przyswojono za pomocą równie starej końcówki wodnej -awa. Możliwe, że jest to nazwa germańska (przed przybyciem Słowian zamieszkiwali tu prawdopodobnie Wandalowie) z typową końcówką -(a)hwa 'rzeka, woda'. Wówczas pierwotna nazwa brzmiałaby Berahwa. W latach 1936–1945 niemiecka nazwa rzeki brzmiała Bierau (poprzednio Birawka).